# Клебек
Клебек — (нем. von und Baron Klebeck) немецкий баронский род, происходящий из Вестфалии, откуда Курт Клебек во второй половине XV века переселился в Прибалтику.
Вильгельм Эрнст Клебек, генерал-фельдцейхмейстер Римской империи, был возведён вместе с братьями в баронское достоинство в 1779. Род баронов Клебек был внесён в дворянские матрикулы Курляндской и Лифляндской губерний и в V часть родословной книги Калужской губернии.

## Описание герба
В серебряном поле – горизонтально положенный пень с двумя зелёными ветвями, на пне сидит чёрный ворон вправо.
Щит увенчан дворянскими шлемом и короной. Нашлемник: два орлиных крыла — белое и чёрное, между ними – чёрный ворон вправо. Намет на щите чёрный, подложенный серебром.

## Персоналии
- Клебек, Егор Ермолаевич — Георгиевский кавалер; полковник; № 2011; 26 ноября 1808.
- Клебек, Иван Семёнович — Георгиевский кавалер; капитан; № 9004; 1 февраля 1852.